# Santuario La Asunción de María (Cupilco)
La Iglesia y Santuario de La Asunción, o más conocida como Iglesia de Cupilco, se localiza en el poblado de Cupilco, municipio de Comalcalco, estado de Tabasco, México. Es un templo católico que alberga la imagen de la Virgen de la Asunción, (Patrona del estado de Tabasco) que fue construido a finales del siglo XVIII, y que recibe a una gran cantidad de peregrinos quienes vienen a venerar a la Virgen María en esta advocación, la cual fue coronada solemnemente por el Papa Juan Pablo II, cuando visitó el estado de Tabasco el 11 de mayo de 1990.
Esta iglesia, es una de las más famosas del estado, gracias a su llamativa policromía. Es comúnmente el símbolo de Tabasco en muchas exposiciones turísticas tanto nacionales como internacionales, y es considerada Patrimonio Cultural de Tabasco.

## Historia
En el año de 1638 apareció una imagen de la Virgen de Nuestra Señora de la Asunción de María, en un pequeño bote frente a la playa de la Barra de Tupilco, Paraíso Tabasco, a un humilde grupo de pescadores, quienes se organizaron y dirigieron en peregrinación hasta su lugar de origen en el Poblado Ayapa, en el municipio de Jalpa de Méndez.
De acuerdo a la tradición oral, los pescadores la postraron en la iglesia de su comunidad, pero notaron que la imagen de la Virgen de Cupilco se movía hacia el norte cada noche por lo cual decidieron llevarla a las poblaciones de Jalpa de Méndez, Nacajuca, Cunduacán, Cárdenas y Chiltepec, entre muchos otros, pero la imagen de la Virgen continuaba moviéndose por las noches mirando hacia una misma dirección. Finalmente, llegaron al pueblo de Cupilco y la postraron, ahí la imagen dejó de moverse, por lo que los pobladores decidieron edificarle una ermita en su honor.
La Iglesia de la Asunción, o más conocida como Iglesia de Cupilco, fue construida en 1638 de forma muy modesta a base de madera y techo de palma. El templo actual, fue construido a finales del siglo XVIII, bajo la tutela del maestro de obra Apolonio Izquierdo, proveniente del vecino municipio de Jalpa de Méndez, Tabasco. Esta iglesia fue una de los pocos templos que no fueron destruidos durante el gobierno de Tomás Garrido Canabal de 1919 a 1934, quien inició una campaña antirreligiosa destruyendo imágenes de los templos y casas particulares, y convirtiendo las iglesias en caballerizas, escuelas racionalistas, cuarteles militares o simplemente destruyéndolas.

## Descripción del edificio

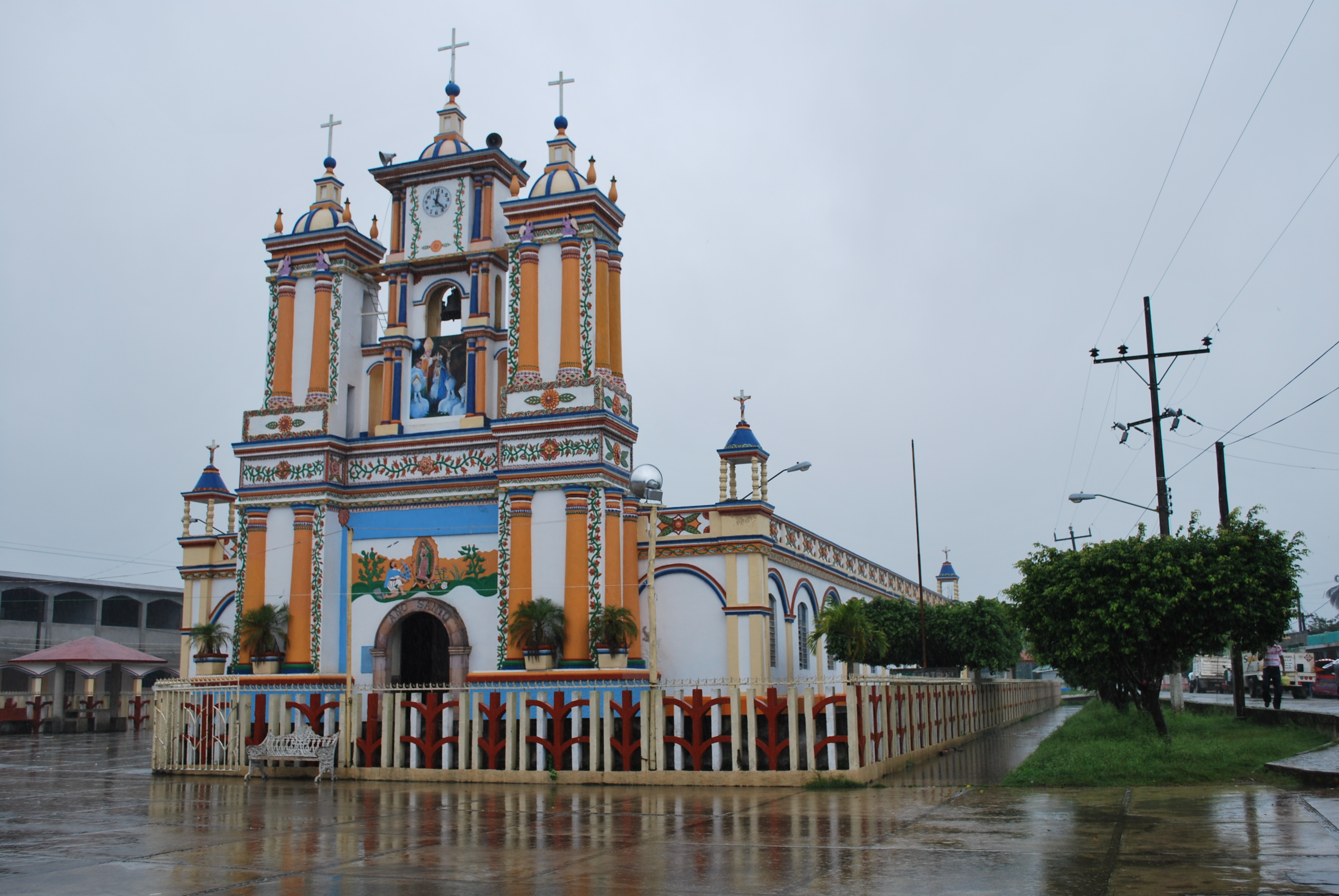
Iglesia de Cupilco

### Fachada
La iglesia de Cupilco está construida con tabique rojo, y mezcla aplanada, de brillantes colores y ataviada decoración, con dibujos de flores y plantas, en el que la imaginería indígena, plasmó en brillantes colores su fe y su amor a la Virgen de la Asunción, La fachada principal sobresale del contexto urbano por su altura y decoración, la vista exterior de sus paredes son una clara muestra de la cultura popular pues están pintadas de brillantes colores, como blanco, amarillo, verde, rojo, azul y rosa.
El portal principal está flanqueado por dos torres, y estas a su vez, por paramentos que alcanzan casi la misma altura del primer cuerpo de las torres. Estos paramentos muestran un arco ciego y un entablamento cuyo frisco está decorado con elementos vegetales, y en los extremos, soportan una especie de baldaquino con Cristo crucificado en su cúspide. Las torres cuentan con 16 columnas adosadas de fuste liso y capitel toscano, distribuidas ocho en el primer cuerpo y ocho en el segundo cuerpo.
La portada está remetida y en el acceso presenta arco rebajado; arriba de este, se encuentran dos escenas religiosas: la primera escena representa la aparición de la Virgen de Guadalupe a San Juan Diego; la segunda escena hace alusión a la coronación de la Virgen de Cupilco en 1990 como Patrona de Tabasco por el Papa Juan Pablo II. Siguiendo de manera ascendente, encontramos el entablamento que se prolonga hasta las torres, el cual tiene frisco decorado con motivos vegetales.
El segundo cuerpo de la portada aloja cuatro nichos y sirve de soporte a la "espadaña" de un solo vano, que sostiene al campanario flanqueado por columnas de capitel liso, rematado con elemento mixtilíneo que ostenta en su cúspide la escultura del Sagrado Corazón, flanqueada por angelitos. Como fondo de esta escultura, surge detrás un elemento rectangular que contiene el reloj público. Las torres son de dos cuerpos, rematadas con una cruz sobre perillón. Ambos cuerpos se adornan con motivos vegetales y columnas adosadas de fuste liso y capitel toscano.

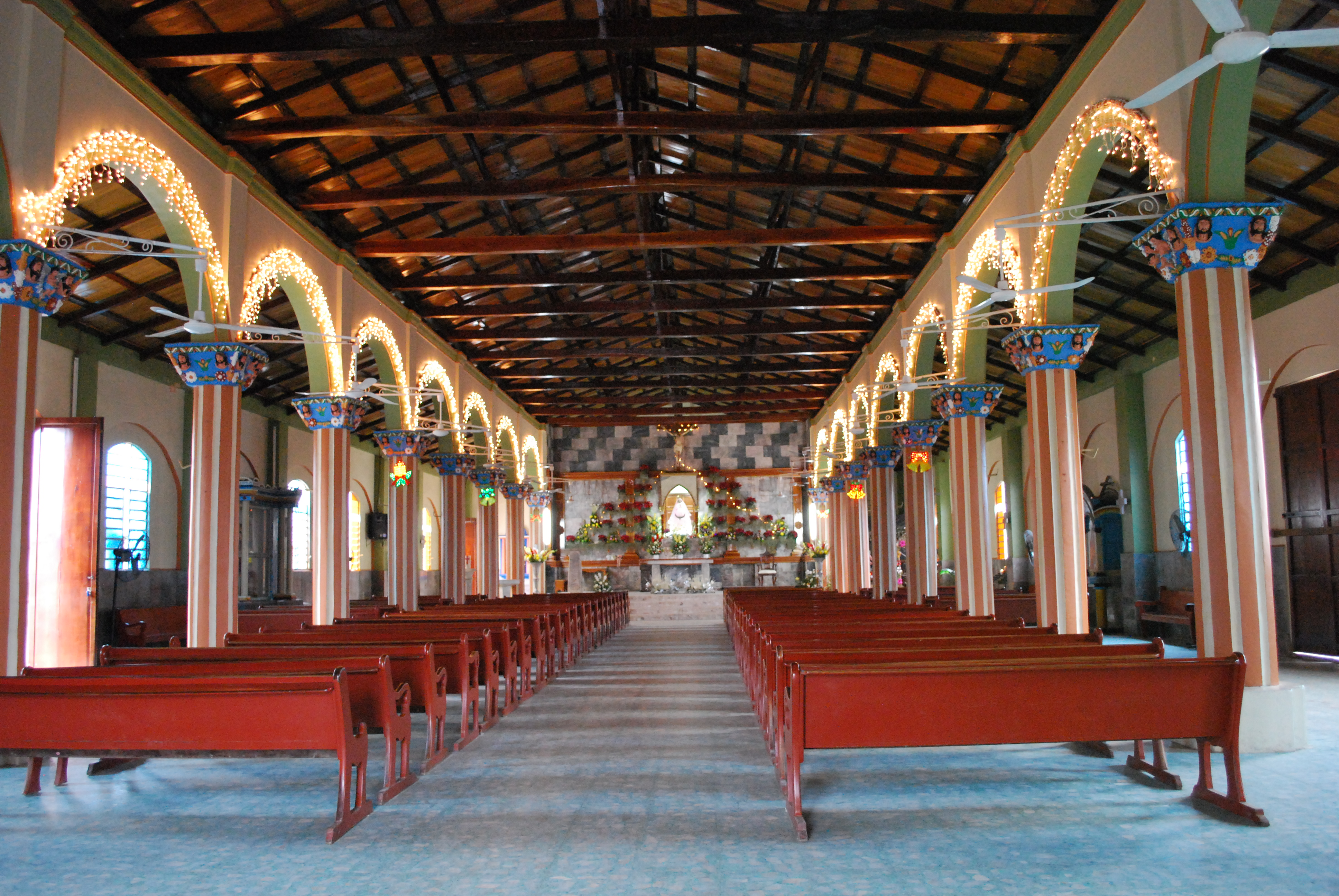
Interior de la iglesia.

### Laterales
El cuerpo principal de la iglesia es de forma rectangular, y está flanqueado por cuatro torres pequeñas colocacas una en cada esquina de la construcción, las fachadas laterales tienen decoración austera, presentan arcos ciegos con vanos al centro; el friso del entablamento se decora con motivos florales de brillantes colores y amplias ventanas.

### Interior
El interior es de un solo cuerpo rectangular, con 20 columnas interiores (diez a cada lado), unidas entre sí por arcos ciegos, en las paredes se pueden apreciar algunas imágenes. El techo está formado por una gran cantidad de vigas de madera que sostienen las tejas.
El interior es de planta basilical y sus tres naves se separan a través de 20 columnas interiores (diez a cada lado) de fuste acanalado y capitel en forma de pirámide invertida con rostros de Jesucristo y del Niño Jesús. Dichas columnas soportan arcos de medio punto y el techo está formado por una gran cantidad de vigas de madera que sostienen las tejas sobre alfarje.
El altar, está decorado con madera, sobresalen el retablo principal de la Virgen de la Asunción y, a un lado, el Santísimo Sacramento.